# Josef Kajetán Tyl
Josef Kajetán Tyl (ur. 4 lutego 1808 w Kutnej Horze, zm. 11 lipca 1856 w Pilźnie) – czeski pisarz i dramaturg, współtwórca (wraz z Františkiem Janem Škroupem) obecnego hymnu Czech: Kde domov můj.

## Życiorys
Od 1822 roku uczęszczał do gimnazjum w Pradze. W 1827 roku przeniósł się do szkoły w Hradcu Králové, tam poznał Václava Klimenta Klicpera. Po ukończeniu gimnazjum, w 1828 roku, rozpoczął studia filozoficzne w Pradze. Fakultetu nie ukończył.
Został członkiem trupy Hilmerovy kočovné společnosti, w której poznał Magdalenę Forchheim, z którą się ożenił. Po dwóch latach spędzonych w trupie powrócił do Pragi. W Pradze podjął pracę księgowego w wojskowej kancelarii 28 Pułku Piechoty. Pracował tam do 1842 roku. W wolnym czasie oddawał się swoim pasjom teatrowi i dziennikarstwu.
Od 1833 roku praktycznie kierował redakcją czasopisma „Jindy a Nyní”. W 1834 roku zmieniono nazwę magazynu na „Květy”. Redagował w nim do 1836 roku, ponownie w latach 1840–1845. Od 1840 do 1842 roku wydawał czasopismo „Vlastimil”, a w latach 1846–1849 „Pražského Posla”. W 1849 roku planował wydawać wiejską gazetę „Selské noviny”, zamysłu nie zrealizował.
Od 1833 roku współuczestniczył przy założeniu Teatru Kajetańskiego (Kajetánské divadlo). Przedstawienia kierowane były do wykształconych warstw. W ciągu 4 lat istnienia pokazano 25 cykli przedstawień przede wszystkim dramaturgów krajowych (Václava Klimenta Klicpera, Jana Nepomuka Štěpánka, itd). W 1835 roku dołączył do amatorskiej trupy, która odgrywała czeskie przedstawienia w Teatrze Stanów Czeskich (Stavovském divadle). Od 1846 roku całkowicie związał się z Teatrem Stanów Czeskich (Stavovského divadla), gdzie pracował jako dramaturg. Na polecenie dyrektora, do 1851 roku, kierował czeskimi przedstawieniami. W tym czasie dostał się na szczyty kariery, ukazywały się wszystkie jego dzieła, otrzymał nagrodę literacką i złoty pierścień od Macierzy Czeskiej (Matice české). Nazywany był ulubieńcem narodu czeskiego. Zajmował się również organizowaniem czeskiego życia kulturalnego (organizował bale itp.).
W 1848 roku zaangażował się także politycznie. Został członkiem Stowarzyszenia Świętowacławskiego (Svatováclavského výboru), uczestniczył w założeniu Słowiańskiej Lipy (Slovanské Lípy), brał udział w Zjeździe Słowiańskim.
Został wybrany na posła do Reichstagu. Z tej przyczyny, w latach 50. XIX wieku, poszerzyło się grono jego przeciwników. Przy nadarzającej się okazji został zwolniony z teatru. Przyłączył się do trupy Zollnerově kočovné společnosti. Pod koniec życia ciężko chorował, zmarł w biedzie.
Jego biografię przedstawiono w czarno-białym, niemym filmie Josef Kajetán Tyl z 1925 (produkcji czechosłowackiej).
Imię Tyla (Tylovo divadlo) od końca lat 40. XX wieku, do aksamitnej rewolucji nosiło Stavovské divadlo.

## Wybrane dzieła

### Dramaty i przedstawienia teatralne
- Výhoň dub
- Čestmír
- Slepý mládenec
- Paní Marjánka, matka pluku
- Pražský flamendr
- Bankrotář
- Paličova dcera
- Strakonický dudák aneb Hody divých žen (Kobziarz ze Strakonic)
- Lesní panna aneb cesta do Ameriky
- Tvrdohlavá žena aneb zamilovaný školní mládenec
- Jiříkovo vidění
- Čert na zemi
- Krvavý soud aneb kutnohorští havíři
- Jan Hus
- Žižka z Trocnova
- Staré město a Malá strana
- Krvavé křtiny čili Drahomíra a její synové
- Měšťané a študenti

### Proza
- Dekret Kutnohorský
- Rozina Ruthartová
- Poslední Čech
- České granáty
- Pomněnky z roztěže
- Kusy mého srdce
- S poctivostí nejdál dojdeš
- Zloděj
- Karbaník a jeho milá
- Braniboři v Čechách
- Rozervanec
- Chudí lidé (Ubodzy ludzie)